# Попов Володимир Геннадійович
Володи́мир Генна́дійович Попо́в (нар. 23 березня 1993 — пом. 5 вересня 2014) — старший солдат Збройних сил України, учасник російсько-української війни.

## Життєпис
Народився 1993 року в смт Якимівка (Якимівський район, Запорізька область). Пройшов строкову службу в лавах ЗСУ, по тому працював у Борисполі.
Призваний за мобілізацією літом 2014-го, механік-радіотелефоніст 23-го батальйону територіальної оборони Запорізької області «Хортиця».
5 вересня 2014 року, ще до настання «часу тиші», солдати Збройних Сил України вибили бойовиків із Широкиного та продовжили наступ в напрямі Новоазовська — розпочалися дії о 6-й ранку українською артпідготовкою, після того рушили танки і регулярні частини, за ними — Нацгвардія і добровольчі батальйони. Вранці цього дня при спробі в складі першої мотопіхотної роти, посиленої танковою ротою 17ОТБ, з боєм зайняти місто Новоазовськ під час несподіваного мінометного обстрілу загинули бійці 23 ОМПБ — старші солдати В'ячеслав Комар, Володимир Попов та солдат Юрій Демидов. Володимир їхав на броні танку, коли в нього влучив снаряд.
Тіло Володимира було захоронене в селі Заїченко Новоазовського району. Після довгих перемовин 24 жовтня його вдалося вивезти до запорізького моргу. Після проведення експертизи ДНК воїна поховали в смт Якимівка 1 грудня 2014 року.
Без Володимира лишились мама та старший брат.

## Нагороди та вшанування
За особисту мужність і героїзм, виявлені у захисті державного суверенітету та територіальної цілісності України, вірність військовій присязі під час російсько-української війни, відзначений — нагороджений
- 29 вересня 2016 року — орденом «За мужність» III ступеня (посмертно)[2]
- орденом «За заслуги перед Запорізьким краєм» третього ступеня (посмертно)
- 14 жовтня 2015 року нагороджений відзнакою «За оборону Маріуполя» (посмертно).
- жовтнем 2017 року нагороджений медаллю «23 окремий батальйон „Хортиця“»
- Його портрет розміщений на меморіалі «Стіна пам'яті полеглих за Україну» у Києві: секція 4, ряд 2, місце 23
- Вшановується в меморіальному комплексі «Зала пам'яті», в щоденному ранковому церемоніалі 5 вересня[3]